# 変身パワーズ
『変身パワーズ』（へんしんパワーズ、原題：The Master of Disguise）は、2002年8月2日にアメリカ合衆国より公開されたパロディ・コメディ映画。封印していた変装術を使って犯罪組織に挑んだ物語を描いている。ダナ・カーヴィ主演・脚本を同時に担当する。
日本では2003年7月5日に劇場公開された。また、2004年5月19日にポニーキャニオンより日本語字幕版付きVHS、日本語吹替版付きVHSとDVD（PCBP-51126）が同時に発売されている。

## キャスト
| 役名           | 俳優                       | 日本語吹替   |
| -------------- | -------------------------- | ------------ |
| ピスタチオ     | ダナ・カーヴィ             | 堀内賢雄     |
| おじいちゃん   | ハロルド・グールド         | たてかべ和也 |
| ファブリッツォ | ジェームズ・ブローリン     | 宝亀克寿     |
| ジェニファー   | ジェニファー・エスポジート | 紗川じゅん   |
| ボーマン       | ブレント・スピナー         | 古田信幸     |

- その他の声の吹き替え：堀江真理子／池本小百合／平野俊隆／保村真／古宮吾一／河野裕／奈良徹／高田べん／岩村琴美／松下こみな

## 日本語版制作スタッフ
- 演出：市来満
- 吹替翻訳：日笠千晶
- 調整：山田明寛（ビーラインスタジオ）
- 担当：宇出喜美（ニュージャパンフィルム）
- 制作：ニュージャパンフィルム

## スタッフ
- 監督：ペリー・アンデリン・ブレイク
- 脚本：ダナ・カーヴィ、ハリス・ゴールドバーグ
- 製作総指揮：ジャック・ジャラプート、アダム・サンドラー
- 製作：バリー・ベルナルディ、シドニー・ギャニス、トッド・ガーナー、アレックス・ジスキン
- 撮影：ピーター・リヨンズ・コリスター
- 編集：ペック・プライアー、サンディ・ソロウィッツ
- 音楽：マーク・エリス
- 特殊メイク：ケヴィン・イェーガー

## 受賞ほか
- 第23回ゴールデンラズベリー賞 最低助演女優賞 - ボー・デレク